# Deve
Deve (lat. Camelidae) su porodica sisavaca iz reda parnoprstaša (Artiodactyla), i jedina su danas još živuća porodica podreda Tylopoda. Porodicu se može podijeliti u dvije osnovne skupine, deve starog svijeta (Camelus) s dvije vrste, jednogrbom (dromedarom) i dvogrbom devom (baktrijskom devom), i deve novog svijeta s dvije vrste koje žive u divljini, gvanako (Lama guanacoe) i vikunja (Vicugna vicugna).

## Obilježja

### Općenito
Deve su generalno velike životinje obilježene dugim, tankim vratom, malom glavom i relativno dugačkim, vitkim nogama. U odnosu na veličinu, postoje značajne razlike između deva starog svijeta i deva novog svijeta. Dok su vrste iz novog svijeta teške između 35 i 150 kg, deve starog svijeta teže od 300 pa do 700 kg.
Naziv podreda, Tylopoda, potječe od građe stopala ovih životinja (prijevod je, od prilike, "žuljevito stopalo"). Suprotno većini drugih parnoprstaša koji se oslanjaju na vrhove prstiju "obučene" u kopito, deve dodiruju tlo predzadnjim i zadnjim člancima prstiju. Nemaju kopita nego samo savijene nokte koji štite samo prednji rub stopala. Prsti se oslanjaju na elastične "jastučiće" od vezivnog tkiva koji tvore široko žuljevito stopalo. Po dva prsta (treći i četvrti) čine središnju os, dok su ostali prsti potpuno zakržljali. Suprotno od većine drugih parnoprstaša, deve se kreću izmjenično podižući lijevi odnosno desni par noge istovremeno, zbog čega se u hodu izraženo ljujaju.
Lubanje deva su plosnate i izdužene, i nemaju rogove. Gornja usna im je rascijepljena, a nosnice mogu zatvoriti. Imaju 30 do 34 zuba. U svakoj polovici gornje čeljusti imaju po jedan sjekutić oblikom sličan očnjaku, a ukupno 6 sjekutića lopatastog oblika u donjoj čeljusti istureno je prema van. Do kutnjaka imaju prazninu koju se naziva dijastema.

### Probavni sustav
Iako deve nisu svrstane u podred preživača, preživaju i kao i preživači imaju želudac s više odjeljaka što služi boljoj probavi, no razvio se najvjerojatnije nezavisno od želuca preživača. Želudac deva ima samo tri dijela. U dva preodjeljka imaju žlijezde koje nedostaju preživačima, i nakon toga pravi želudac.

### Prilagodba ekstremnim životnim uvjetima
Kako deve žive pretežno u sušnim područjima, kod njih se razvio niz prilagodbi za bolje korištenje vode. Urin im je vrlo koncentriran, a i izmet je gušći nego kod drugih sisavaca. Njihova posebnost je i ovalni oblik eritrocita. Takav oblik omogućuje devama uzimanje velikih količina vode bez opasnosti od razvodnjavanja organizma, a devama novog svijeta omogućuje život u razrijeđenom zraku na velikim visinama i iznad 5000 metara nadmorske visine jer njihovi eritrociti imaju veći afinitet prema kisiku.
Tjelesna temperatura deva može varirati više nego kod većine drugih sisavaca. Razlika može biti oko 6 - 8 °C što bitno smanjuje znojenje. Pored toga, podnose vanjsku temperaturu od -29° do +38 °C.
Značajno obilježje deva starog svijeta su njihove grbe. Suprotno raširenom vjerovanju, one nisu namijenjene spremanju vode, nego služe za zalihu masti, i mogu prihvatiti do 40 litara. Za vrijeme dužih kretanja pustinjom, gotovo uopće ne nalaze hranu. Tada njihove grbe gube oblik i počinju ličiti na mlitave vreće. Uz to, dok druge životinje raspodjeljuju masne zalihe u čitavom tijelu, masnoća skupljena u grbama deva dobro ih štiti i od snažnog podnevnog sunca.

## Rasprostranjenost i okoliš
Deve starog svijeta potječu, vjerojatno, iz Azije - jednogrbe s područja Arabije, a dvogrbe iz Središnje Azije, no kao "korisne" domaće životinje ljudi su ih doveli svuda gdje su ih mogli koristiti. Tako ih se može naći u Sjevernoj Africi, pa čak i veliki broj podivljalih u Australiji. Životni prostor su im stepe, polupustinje i pustinje. Deve novog svijeta uglavnom nastanjuju visoka planinska područja u zapadnim i južnim dijelovima Južne Amerike gdje žive na suhim, otvorenim područjima do visine od 5700 metara iznad morske razine.

## Način života

### Socijalno ponašanje i prehrana
Deve su dnevno aktivne životinje i u prirodi žive u haremskim skupinama koje se sastoje od jednog mužjaka, više ženki i njihovog zajedničkog potomstva. Mladi mužjaci, protjerani iz skupine u kojoj su došli na svijet u vrijeme spolnog sazrijevanja, tvore grupe samaca. Može doći do vrlo žestokih, ogorčenih borbi između dva mužjaka oko vodeće uloge u haremskoj skupini.
Deve su biljojedi koji se hrane pretežno travama. Deve starog svijeta su naročito poznate i po tome da mogu jesti i trnovito bilje kao i takvo s visokom koncentracijom soli.

### Razmnožavanje
Nakon gestacije od 360 pa do 440 dana ženka koti u pravilu jedno mladunče. Mladunci su potrkušci i već nakon najkraćeg vremena samostalno hoda. Prestaje sisati u dobi od godinu dana, a spolno su zreli nakon dvije do tri godine. Deve novog svijeta doživljavaju do 28 godina, dok one iz starog svijeta žive 40 do 50 godina.

## Sistematika i razvojna povijest

### Vanjska sistematika i razvojna povijest
Uz preživače (Ruminantia) i nepreživače (svinjolike Suina), deve se uvrštavaju u parnoprstaše (Artiodactyla). (Prema kladističkom gledanju, u ovu skupinu se moraju ubrojati i kitovi). Ranije se smatralo, da su deve bliski srodnici preživača, no novija molekularnogenetička istraživanja stavljaju ih u bazu Cetartiodactyla (zajednički takson parnoprstaša i kitova). To je izraženo u sljedećem dijagramu:
```
Cetartiodactyla
 (
Parnoprstaši
 i 
kitovi
)
 |--
Deve
 (
Tylopoda
)
 |--N.N.
     |--Suoidea (
prave svinje
 i 
pekari
)
     |--N.N.
         |--
Preživači
 (Ruminantia)
         |--Cetancodonta
              |--
Vodenkonji
 (Hippopotamidae)
              |--
Kitovi
 (Cetacea)
```

Porijeklo Tylopoda je u Sjevernoj Americi, (prije oko 40 do 50 milijuna godina) i tada su živjeli samo na tom kontinentu. U vrijeme dok je postojao kopneni prijelaz preko današnjeg Beringovog prolaza životinje su prešle u Aziju, a preko Panamske prevlake su se proširile u Južnu Ameriku. U Sjevernoj Americi su izumrli prije relativno kratkog vremena, rod Camelops je preživio do prije oko 10.000 godina. Sporno je, da li je njihovo izumiranje bilo posljedica klimatskih promjena ili intenzivnog lova ljudi koji su došli na kontinent.

### Unutrašnja sistematika
Danas postoji potpuna suglasnost o podjeli ove porodice samo kada je riječ o devama starog svijeta. To su dvije vrste, obuhvaćene rodom Camelus. Takva suglasnost ne postoji kad je riječ o devama novog svijeta. Prema dijelu autora postoje dvije divlje vrste, vikunja (Vicugna vicugna) i gvanako (Lama guanicoe), i dva domaća oblika, oba potomci gvanaka: ljama (Lama glama) i alpaka (Lama pacos). Prema ovom pristupu, podjela izgleda kako slijedi:
- Deve starog svijeta (Camelus)

- Jednogrba deva (C. dromedarius)
- Dvogrba deva (C. bactrianus)

- Ljame (Lama)

- Gvanako (L. guanicoe)
- Ljama (L. glama)
- Alpaka (L. pacos)

- Vikunje (Vicugna)

- Vikunja (V. vicugna)

Drugi autori smatraju, da je ljama potomak gvanaka, a alpaka vikunje. No, sve podjele su vrlo nesigurne, jer se sve vrste mogu pariti između sebe, i imati plodne potomke. Za sada, niti DNK analize nisu dale konačne odgovore na pitanje porijekla domesticiranih životinja.

## Domesticiranje
Pretpostavke o prvom domesticiranju deva su različite i kreću se od prije 4000 do 6000 godina unatrag, no smatra se prihvaćenom pretpostavka, da je domesticiranje počelo najkasnije u trećem tisućljeću pr. n. e. Korištene su prvenstveno kao teretne životinje i za vuču, ali i za dobivanje vune, mlijeka i mesa, a u jednake svrhe koriste se i danas. Jednogrba deva danas postoji još samo u domesticiranom obliku, divlje su izumrle vjerojatno još prije oko 2000 godina. Dvogrbe deve žive u divljini još samo u Kini i Mongoliji.

## Drugi projekti
|  | Zajednički poslužitelj ima još gradiva o temi Deve |
|  | Wikivrste imaju podatke o taksonu Devama           |